# Sándor Simonyi-Semadam

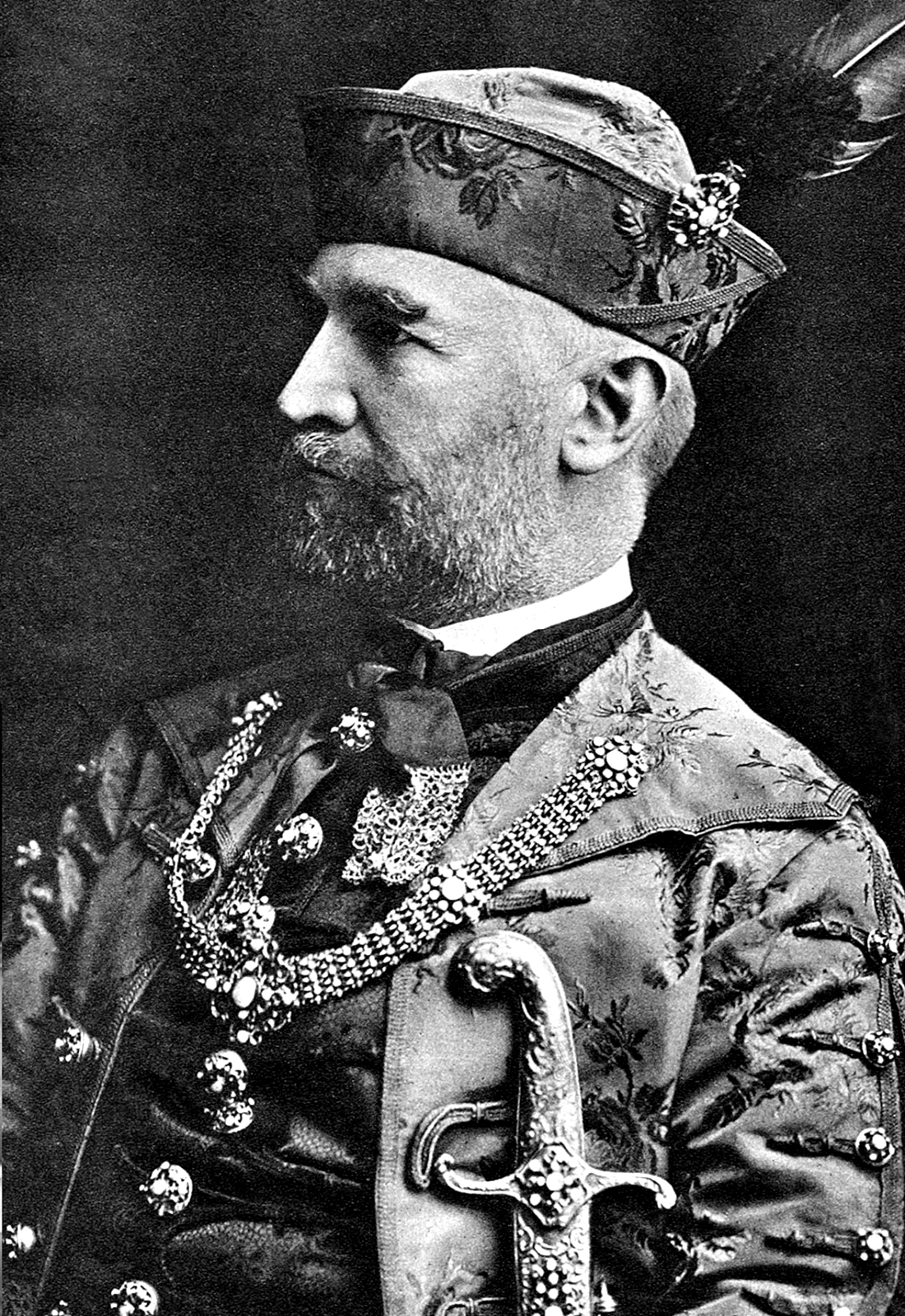
Sándor Simonyi-Semadam, 1920

Sándor Simonyi-Semadam (* 23. März 1864 in Csesznek, Komitat Veszprém; † 4. Juni 1946 in Budapest) war ein ungarischer Rechtsanwalt, Politiker und Bankier. Er war vom 15. März 1920 bis zum 19. Juli 1920 Ministerpräsident Ungarns.

## Leben
Simonyi-Semadam war von 1901 bis 1918 (als Abgeordneter der Katholischen Volkspartei (Katolikus Néppárt)) Reichstagsabgeordneter für den Wahlkreis Németújvár im Komitat Vas. 
Er verlor im Ersten Weltkrieg seinen Sohn Sándor Simonyi-Semadam jr. Er wurde während des kommunistischen Regimes Béla Kuns 1919 verhaftet und kam dank eines Zufalls auf freien Fuß. 
Admiral Horthy, Reichsverweser in Ungarn, ernannte ihn im März 1920 zum Ministerpräsidenten und beauftragte ihn mit der Führung des Außenministeriums. Während seiner Amtszeit wurden die so genannten „weißen Konterrevolutionäre“ gebremst, der Friedensvertrag von Trianon unterzeichnet (Ungarn verlor zwei Drittel seines Territoriums und seiner Bevölkerung) und es fanden Wahlen in Tiszántúl (Transtheiß) statt. 
Nach seiner  Amtszeit als Ministerpräsident – einer der kürzesten in der Geschichte Ungarns – engagierte er sich im Finanzbereich. Er war Aufsichtsratsmitglied in mehreren Banken und  unter  anderem Präsident des ungarischen Fernost-Vereins. Seine Tochter Erzsébet Simonyi Semadam zog zwei Adoptivkinder auf: Ernő Simonyi, einen bekannten Rechtsanwalt, und Károly Simonyi, Atomphysiker und Universitätsprofessor (Vater von Charles Simonyi).